# Melissa (virus)
Melissa je bil makro virus, ki se je širil preko elektronske pošte. Prvič se je pojavil 26. marca 1999. Širil se je z veliko naglico preko interneta, pri tem pa je rušil poštne strežnike. Črva je ustvaril ameriški programer David L. Smith, ki ga je FBI izsledila in aretirala. Obsojen je bil na 40 let zapora, kasneje pa je bil dejansko zaprt samo 20 mesecev, plačati pa je moral še 5.000 dolarjev kazni.
Melissa je bila prvič lansirana na Usenetu, v pogovorni skupini alt.sex. Črv je bil skrit v datoteki z imenom List.DOC, ki je vsebovala gesla za dostop do več kot 80 pornografskih internetnih strani. V prvotni obliki je bil črv razposlan po elektronski pošti več uporabnikom ročno.

## Lastnosti črva
Melissa se širi na urejevalnike besedil Microsoft Word 97 ter Word 2000. Samodejno se lahko razpošilja s poštnega odjemalca Microsoft Outlook 97 ali Outlook 98. Črv ne deluje v nobeni drugi različici Worda, vključno z urejevalniki Word 95, Microsoft Office Word 2003, Word 2004 (Mac) ali Microsoft Office Word 2007. Prav tako se ne more samodejno razpošiljati z nobenega drugega odjemalca elektronske pošte, kot sta Outlook Express ali Windows Mail (različica Outlook Expressa za Windows Vista).
Ko je Wordov dokument s črvom aktiviran, se zažene makro v dokumentu, ki poskuša preko e-poštnega odjemalca poslati okužen dokument na prvih 50 elektronskih naslovov iz uporabnikovega adresarja.

## Različice
Črv je imel več različic, ki so delovale na različne načine.

### Melissa.U
Ta različica črva briše določene pomembne datoteke, pred tem pa jih prilagodi, tako, da jim odvzame atribute skritih, arhivskih in atributov, ki dovoljujejo samo branje datoteke. Znano je, da Melissa.U briše datoteke:
- C:\Command.com
- C:\IO.SYS
- C:\Ntdetect.com
- C:\Suhdlog.dat
- D:\Command.com
- D:\Io.sys
- D:\Suhdlog.dat

### Melissa.V
Ta različica je podobna različici Melissa.U. Za širjenje uporablja Microsoft Outlook, poskuša pa se posredovati prvim 40 naslovnikom v Outlookovem adresarju. Naslov sporočila se glasi: »My Pictures (<Uporabniško ime>)«, pri čemer je <uporabniško ime> ime, pod katerim je registrirana kopija Microsoft Worda pošiljateljevega računalnika.
Sporočilo ne vsebuje besedila, pripet pa mu je okuženi dokument. Aktiviran (odprt) dokument poskuša izbrisati podatke z (lokalnih ali omrežnih) diskov: F:, H:, I:, L:, M:, N:, O:, P:, Q:, S:, X:, in Z:. 
Po izvedbi program trikrat zapiska in prikaže opozorilno okno z vsebino: »Hint:  Get Norton 2000 not McAfee 4.02«.

### Melissa.W
Enaka kot Melissa.A.

### Melissa.AO
Vsebina elektronske pošte s črvom Melissa.AO:
```
Subject: Extremely URGENT: To All E-Mail User - <trenutni datum>
Attachment: <Infected Active Document>
Body: This announcement is for all E-MAIL user. Please take note
that our E-Mail Server will down and we recommended you to read
the document which attached with this E-Mail.
```

Melissa.AO začne delovati ob 10. uri na deseti dan v mesecu. V dokumente črv vnese besedilo: »Worm! Let's We Enjoy.«